# Werner-Eugen Hoffmann
Werner-Eugen Robert Hoffmann (* 7. November 1910 in Konitz; † Oktober 1998 in Münster) war ein deutscher Oberst der Luftwaffe der Wehrmacht, Generalleutnant der Bundeswehr und Stellvertretender Befehlshaber des Hauptquartiers des NATO-Kommandos Ostseeausgänge (BALTAP).

## Biographie
Hoffmann, Sohn eines Beamten, dessen Familie 1923 die pommersche Heimat verließ, absolvierte 1930 das Abitur in Berlin und besuchte dann als Offiziersanwärter der Preußischen Politischen Polizei in Burg bei Magdeburg die Polizeischule. Am 1. April 1935 wurde er zum Leutnant befördert, wechselte kurz darauf zur Luftwaffe, wo er zum Luftfahrzeugführer ausgebildet wurde. 

## Zweiter Weltkrieg
Als Hauptmann und Staffelkapitän im Kampfgeschwader 51 nahm er an mehreren Kriegseinsätzen teil, bevor er bis 1942 die Generalstabsausbildung an der Luftkriegsschule 2 in Berlin-Gatow absolvierte. Nach einer logistischen Verwendung als Gruppenleiter der 4. Abteilung im Generalstab der Luftwaffe übernahm er am 15. Mai 1943 als Oberstleutnant und Gruppenkommandeur die II. Gruppe des Transportgeschwaders 4. Nach der Verwendung als Quartiermeister des Feldluftgau-Kommandos XXVI (Riga) ab November 1943 diente er als Oberst i. G. und Oberquartiermeister zunächst in der Luftflotte Italien, danach bis Kriegsende in der Luftflotte Reich.

## Bundeswehr
Hoffmann gehörte von 1952 bis 1955  als Oberstabsingenieur der Unterabteilung Planung/Gruppe Luftwaffe Vorbereitungsaufgaben im Amt Blank an, das am 7. Juni 1955 die Bezeichnung Bundesministerium für Verteidigung erhielt. Von 1957 bis 1958 war er als Oberst Chef des Stabes beim Luftwaffenkommando Nord (ab Oktober 1957 Luftwaffengruppe Nord). Im Dienstgrad Brigadegeneral wurde er im Januar 1961 Kommandeur der 2. Luftverteidigungsdivision, die spätere 2. Luftwaffendivision. Danach war er vom 1. Oktober 1962 bis zum 30. September 1963 Stellvertreter des Inspekteurs der Luftwaffe und Chef des Führungsstabs der Luftwaffe, seinerzeit im Dienstgrad Generalmajor. Danach kehrte er als Kommandierender General in die Luftwaffengruppe Nord zurück. In dieser Verwendung, die er bis zum 31. März 1968 innehatte, war er bereits Generalleutnant. Nach der Verwendung als Stellvertretender Befehlshaber im Hauptquartier des NATO-Kommandos Ostseeausgänge wurde er in den Ruhestand versetzt.
Hoffmann war verheiratet und hatte drei Kinder.

## Auszeichnungen
- Eisernes Kreuz I. Klasse (10. Mai 1940)
- Frontflugspange für Transportflieger in Silber (23. Oktober 1943)
- Deutsches Kreuz in Silber (September 1943)
- Großes Verdienstkreuz mit Stern des Verdienstordens der Bundesrepublik Deutschland (1969)